# 多叶唐松草
多叶唐松草（学名：Thalictrum foliolosum）为毛茛科唐松草属下的一个种。

## 外部連結
- 馬尾連 Ma Wei Lian（页面存档备份，存于） 中藥標本數據庫 (香港浸會大學中醫藥學院) （繁體中文）（英文）

## 扩展阅读
- 維基物種上的相關：多叶唐松草